# Jenna Presley
Jenna Presley (sinh ngày 1 tháng 4 năm 1987, tên khai sinh: Brittni Ruiz) là một nữ diễn viên khiêu dâm người Mỹ.

## Đầu đời
Presley bắt đầu với công việc nhảy múa ngực trần ở Tijuana, Mexico. Cô ấy tiếp tục diễu hành ở Tijuana gần như mỗi cuối tuần khoảng hai năm trong khi cô ấy vẫn chưa đủ tuổi. Ở tuổi 17, cô bắt đầu điều trị chứng tâm thần chán ăn, kéo dài gần hai năm  Năm 2005, cô tốt nghiệp với danh dự của Hilltop High School và đi học một thời gian ngắn tại Santa Barbara City College. Cô học về phát thanh truyền hình và báo chí và làm việc như một nhà quảng cáo qua điện thoại.

## Sự nghiệp
Presley bước vào ngành công nghiệp điện ảnh dành cho người lớn vào tháng 9 năm 2005 khi cô mới 18 tuổi  Khoảng một tháng trong sự nghiệp khiêu dâm tình dục của cô, cô bị bệnh lậu . Trong khi hoạt động kinh doanh, cô đã được cho là đã tham gia biểu diễn trong hơn 275 bộ phim . Trong năm 2010 cô đã là một Maxim danh nghĩa và là một trong 12 ngôi sao nữ hàng đầu trong phim ảnh khiêu dâm tình dục . Complex xếp hạng cô thứ 17 trong danh sách "100 ngôi sao nóng bỏng nhất (hiện nay)" năm 2011.
Trong thời gian của mình trong ngành công nghiệp điện ảnh tình dục khiêu dâm dành cho người lớn, Presley được biết đến với khả năng xuất tinh của cô, mà cô đã khám phá ra trong một cảnh sex với Nick Manning . Presley đã nghỉ hưu trong ngành công nghiệp điện ảnh dành cho người lớn vào năm 2012.

## Đời tư
Sau ba năm làm nghề khiêu dâm tình dục, ông cô đưa cô đến nhà thờ Đá ở San Diego, nơi cô "giơ tay lên để đón nhận Chúa Giêsu làm Chúa và Đấng Cứu Rỗi toàn năng cho cá nhân của chính bản thân cô " sau khi nghe bài thuyết giảng của The Rev. Miles McPherson  Được thêm cảm hứng bởi Rachel Collins, một mục sư của Kitô giáo tại Nhà thờ XXX, Presley rời ngành công nghiệp điện ảnh khiêu dâm tình dục dành cho người lớn vào tháng 11 năm 2012. Kể từ đó, Presley bắt đầu làm việc trong lĩnh vực kinh doanh và nghiên cứu tâm lý học ở đại học. Trong cuộc phỏng vấn năm 2013, Presley đã thảo luận về một quyển sách về những nỗ lực của cô trong ngành công nghiệp và về niềm tin mới của cô đối với Kitô giáo . Vào tháng 8 năm 2013, cô xuất hiện trên The View với Craig Gross, mục sư của Nhà thờ Triple X, để thảo luận về việc cô chuyển đổi sang Cơ đốc giáo.
Trong thời gian làm trong ngành công nghiệp điện ảnh tình dục khiêu dâm dành cho người lớn, Presley đã sử dụng tinh thể meth và cocaine (để giảm cân), ecstasy, và oxycontin.

## Giải thưởng
| Năm  | Ceremony         | Kết quả   | Hạng mục                      | Work |
| ---- | ---------------- | --------- | ----------------------------- | ---- |
| 2006 | NightMoves Award | Đoạt giải | Best New Starlet (Fan Choice) | —    |